# Clean Room
Clean Room — серия комиксов, которую в 2015—2017 годах издавала компания Vertigo.

## Синопсис
Журналистка Хлоя Пирс должна выяснить, кто на самом деле Астрид Мюллер, управляющая организацией по оказанию самопомощи, поскольку жених первой, прочитав книгу второй, покончил жизнь самоубийством.

## Коллекционные издания
| Название                                         | Тип            | Дата выхода     | Собранный материал | Кол-во страниц | ISBN                       | Предполагаемый объём продаж (первый месяц) |
| ------------------------------------------------ | -------------- | --------------- | ------------------ | -------------- | -------------------------- | ------------------------------------------ |
| Clean Room Vol. 1: Immaculate Conception         | Мягкая обложка | 15 июня 2016    | Clean Room #1-6    | 144            | 978-1401262754, 1401262759 | 2 122, позиция в Северной Америке — 46     |
| Clean Room Vol. 2: Exile                         | Мягкая обложка | 28 декабря 2016 | Clean Room #7-12   | 144            | 978-1401267407, 1401267408 | 1 493, позиция в Северной Америке — 66     |
| Clean Room Vol. 3: Waiting for the Stars to Fall | Мягкая обложка | 12 июля 2017    | Clean Room #13-18  | 144            | 978-1401271091, 140127109X | 1 361, позиция в Северной Америке — 49     |

## Отзывы
На сайте Comic Book Roundup серия имеет оценку 8,9 из 10 на основе 72 рецензий. Дженнифер Ченг из Comic Book Resources, рассматривая дебют, посчитала, что художнику хорошо удадалось передать эмоции персонажей. Ричард Грей из Newsarama дал первому выпуску 10 баллов из 10 и назвал его «в равной степени захватывающим и зловещим». Кристен Мари из Bleeding Cool, обозревая второй выпуск, отмечала, что «Гейл Симон пишет фантастический сценарий». Она также осталась довольна 6 выпуском. Оливер Сава из The A.V. Club, рецензируя второй выпуск, писал, что «качество повествования значительно улучшается», когда создатели углубляются в личности Хлои и Астрид.

### Награды
| Год  | Награда        | Категория    | Результат | Пр.    |
| ---- | -------------- | ------------ | --------- | ------ |
| 2016 | Ghastly Awards | Лучшая серия | Номинация | [ 14 ] |